# Köln (1928)
«Кельн» (нім. Köln (Schiff, 1928) — військовий корабель, легкий крейсер типу «К» Крігсмаріне часів Другої світової війни.
«Кельн» був закладений 7 серпня 1926 року на верфі німецької компанії Kriegsmarinewerft Wilhelmshaven у Вільгельмсгафені. 23 травня 1928 року він був спущений на воду, а 15 січня 1930 року увійшов до складу військово-морського флоту Веймарської республіки. У довоєнний час використовувався переважно як навчальний корабель німецького флоту з підготовки кадетів ВМС, здійснив багато походів по всьому світу, в тому числі в Атлантичному, Тихому та Індійському океанах, а також у Середземному морі. За часів Другої світової війни діяв у Балтійському та Північному морях, за планом «Везерюбунг» брав участь у вторгненні в Норвегію. 30 березня 1945 року внаслідок бомбардування американської 8-ї армії «Кельн» зазнав серйозних пошкоджень і частково затонув, але як бойовий корабель фактично припинив існування.

## Дизайн і конструкція

### Конструкція крейсера
Корпус крейсера «Кельн» по довжині поділявся на 16 водонепроникних відсіків. У I відсіку знаходилися комори та господарські приміщення, відсік II містив привід керма та сховище для зарядних відділень торпед, у відсіку III містилися льохи: кормової 150-мм башти та зенітного 88-мм калібру, у IV — погріб піднесеної кормової башти, дизелів та заднє відділення генераторів.
Відсіки V і VII були турбінними відділеннями, а розташованому між ними VI відсіку знаходилося приміщення допоміжних механізмів (редукторів). У VIII, IX, X та XI відсіках розміщувалися котельні відділення, у ніс від них — переднє приміщення генераторів та силові щити. У відсіку XIII розміщувався центральний пост, льохи головного калібру та легких зеніток (37-мм), щитова, артилерійський та торпедний обчислювальні центри. Відсік XIV відводився під робоче відділення носової башти та її артилерійський льох, нижче за який знаходився судновий холодильник для продуктів. Два носові відсіки, XV і XVI, містили найменш важливі комори.
У середній палубі розміщувалися житлові приміщення членів екіпажу крейсера: офіцерські каюти в кормі та матроські кубрики в середині та в носовій частин. Під матроські приміщення відводилася і більшість площі півбака в носі, де також були їдальні й загальні приміщення. У кормовій частині — каюти для старших офіцерів і командира.
Корпус «Кельна» мав загальну довжину між перпендикулярами — 174 м, бімс — 15,2 м та осадку до 6,28 м. Водотоннажність бойового корабля становила: стандартна — 6 650, повна — 7 510 і максимальна 8 130 тонн відповідно.
Головна енергетична установка крейсера розподілялася по 7 відсіках і складалася з шести котлів Шульца-Торнікрофта, двох великих і чотирьох малих. Вони розташовувалися по два у 4 відділеннях: у двох передніх розміщувалися великі котли, а у двох задніх — малі. Два 10-циліндрові 900-сильні дизелі MAN з'єднувалися за допомогою гідромуфти з основними валами. При окремій роботі вони забезпечували кораблю швидкість трохи більше 10 вузлів. Під час роботи парових турбін їх роз'єднували з валами.
Проєктна потужність силової установки «Кельна» становила 65 000 к.с., що мало забезпечити максимальну швидкість ходу (при повному навантаженні) в 32 вузли (59 км/год). Запас палива зберігався у паливних танках, ємністю 1 100 тонн мазуту й 139 тонн дизельного палива, що забезпечувало дальність плавання 5 700 миль (10 600 км) 19-вузловим ходом (35 км/год). Екіпаж корабля становив 21 офіцера та 493 матроси (у разі використання крейсера в ролі флагманського корабля додавали ще 6 офіцерів і 20 нижніх чинів).

### Озброєння
Корабельна артилерія головного калібру (ГК) крейсера «Кельн»: дев'ять 150-мм гармат SK C/25 у потрійних корабельних баштах LC/25. Башти розміщувалися в асиметричному порядку від осі корабля та утворювали одну передню і дві кормові вогневі позиції. Дальність польоту снаряда з основним бойовим зарядом вагою 19,3 кг при максимальному куті піднесення у 40° досягала 138 кабельтових, при зменшеному — 115 кабельтових. Технічна скорострільність дорівнювала 7 пострілів на хвилину на ствол.
Зенітне озброєння крейсера в базовій версії складалося з трьох 88-мм зенітних гармат SK L/45 у трьох одиночних установках. У процесі модернізації на крейсер встановили нові здвоєні 88-мм гармати SK C/32, збільшивши тим самим до шести гармат зенітного озброєння, а до 1935 року на «Кельн» встановили ще чотири спарені 37-мм SK C/30 та вісім 20-мм Flak 30.
Пізніше на останній модернізації крейсер посилили ще десятьма 20-міліметровими гарматами Flak 30.
Торпедне озброєння складалося з чотирьох тритрубних 500-мм торпедних апаратів, розташованих попарно по бортах у середній частині корпусу. Боєкомплект торпед на крейсері становив 24 торпеди. У 1934 році ТА замінили на нові 533-мм. Але, у зв'язку з модернізацією в 1940 році торпедні апарати врешті були демонтовані. Крім торпедних апаратів крейсер міг брати на борт до 120 морських мін.
На крейсері «Кельн» розміщувалися два легкі 2-місні поплавкові біплани He 60, які широко використовувалися для патрулювання та розвідки під час громадянської війни в Іспанії. Пізніше корабель посилили гідролітаком-монопланом Ar 196.
У 1941—1942 роках на борту «Кельн» випробовувався один із ранніх вертольотів Flettner Fl 282, для якого на даху кормової башти була надбудована посадкова платформа.

## Історія служби
23 травня 1928 року відбулася церемонія спуску новітнього крейсера, названого на честь першого «Кельна», який загинув 28 серпня 1914 року з більшістю своєї команди в нерівному бою з британськими лінійними крейсерами у Гельголандській бухті. У церемонії брали участь бургомістр «титульного» міста Конрад Аденауер, згодом перший канцлер ФРН, а також представники керівництва флоту: адмірал Ценкер, віцеадмірал Бауер та директор верфі контрадмірал Франц. Керував церемонією військовий міністр Веймарської республіки Вільгельм Ґренер.
15 січня 1930 крейсер був готовий до служби у лавах флоту Веймарської республіки. Поруч із ним став старий крейсер «Амазон», команда якого перейшла на «Кельн» і склала його екіпаж.
Протягом року корабель проходив ходові випробування та навчання в Балтійському морі. У 1931 році на ньому провели модернізацію озброєння, посилили подвійними 88-мм гарматами SK C/32, замінивши оригінальні одинарні установки, задня надбудова була збільшена, а на кормі була встановлена система управління вогнем. На початку 1932 року «Кельн» вийшов у похід в Атлантику для більш масштабних морських випробувань. Після повернення до німецьких берегів він прийняв на борт свій перший екіпаж з військово-морських курсантів і наприкінці 1932 року вийшов з ними у світове плавання. Тур тривав цілий рік; німецький крейсер зупинявся в портах по всьому світу, в тому числі в Атлантичному, Тихому та Індійському океанах, а також у Середземному морі. В Австралії відвідали Аделаїду, Мельбурн, Сідней і Гобарт, а екіпаж брав участь у кількох рекламованих футбольних іграх проти місцевих команд, зокрема в Сіднеї проти команди Королівського австралійського флоту.
У 1935 році на кораблі була встановлена авіаційна катапульта, а також крани для керування поплавковими літаками. На задній стороні кормової воронки встановили жердову щоглу. «Кельн» продовжував служити навчальним кораблем до початку 1936 року, коли його перевели на службу з охорони риболовства. Пізніше того ж року він патрулював поблизу іспанських берегів під час громадянської війни в Іспанії. Після того, як німецький важкий крейсер «Дойчланд» був атакований республіканськими бомбардувальниками СБ під час так званого "інциденту з «Дойчландом», «Кельн» перевіз поранених членів екіпажу з крейсера назад до Німеччини. «Кельн» здійснив ще чотири патрулювання біля Іспанії, перш ніж повернутися до охорони рибальства в Північному морі в 1938 році. Наприкінці року встав у сухий док для глибокої модернізації в Кілі.
У березні 1939 року «Кельн» відплив до Мемеля у зв'язку з анексією Мемельського регіону, який Німеччина вимагала у Литви повернути. Після прийняття ультиматуму Литвою Гітлер особисто прибув у місто на облавку крейсера «Дойчланд» і виголосив коротку промову. З'єднання військових кораблів, яке рушило в Мемель, складалося з крейсерів «Адмірал Граф Шпее», «Нюрнберг», «Лейпциг» і «Кельн», двох ескадр есмінців, трьох флотилій міноносців і однієї — допоміжних суден. Литовський же флот мав лише один військовий корабель — 580-тонний переобладнаний тральщик «Президент Смятона»
Пізніше в цьому році з лінкором «Гнейзенау» і важкими крейсерами «Дойчланд», «Адмірал Шеер» і «Адмірал Граф Шпее» залучався до серії великих маневрів в Атлантиці.

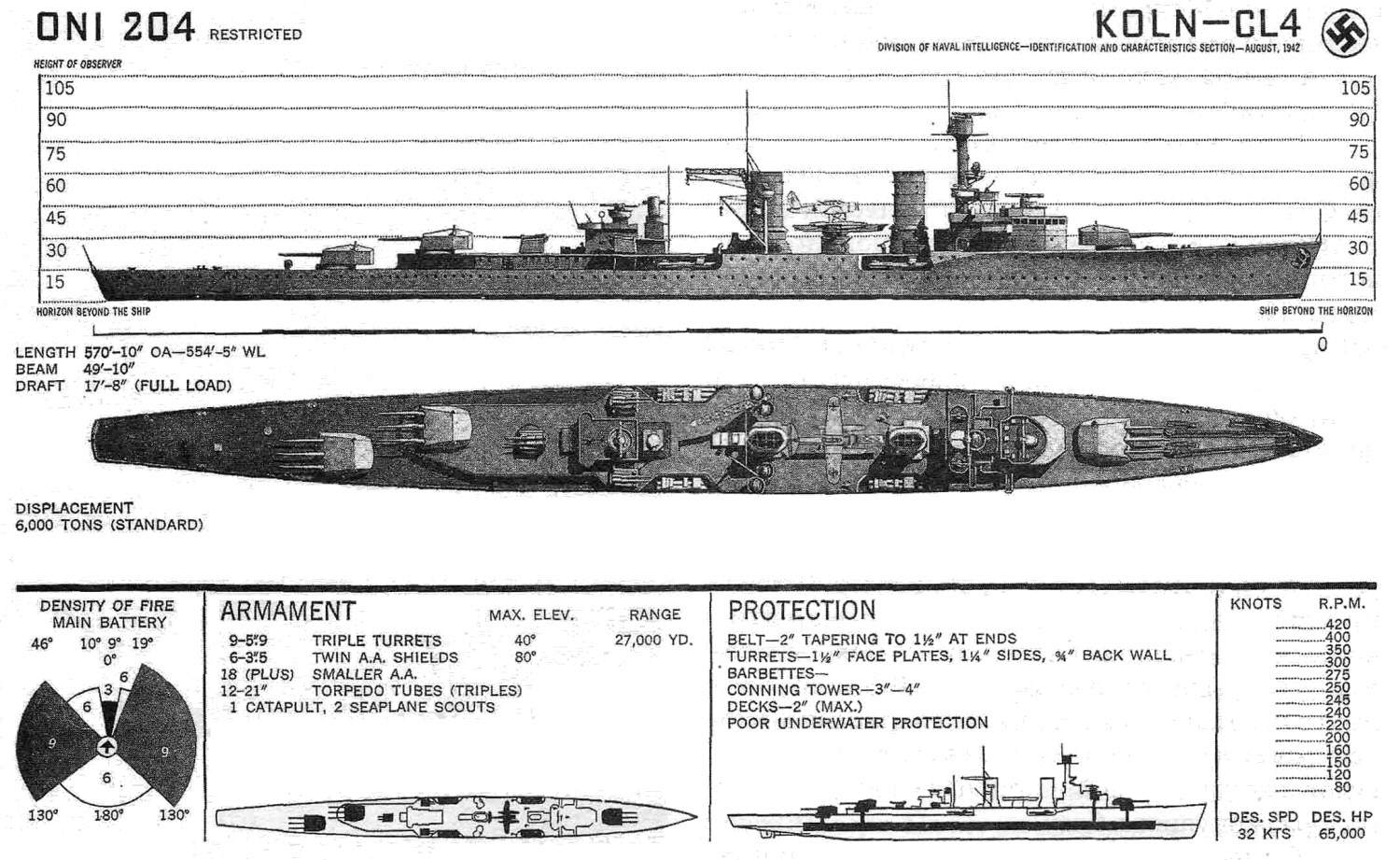
Схема німецького легкого крейсера «Кельн»

### Друга світова війна
До початку Другої світової війни «Кельн» виконував завдання у західній частині Балтійського моря. Ще до початку німецького вторгнення до Польщі він зайняв позицію між островом Борнгольм і Данцизькою бухтою, сподіваючись перехопити польські кораблі, що спробують втекти на Захід. Однак успіху він не мав: до цього часу всі бойові кораблі Польщі або вже минули німецький заслін, або не могли рушити в дорогу. З 1 вересня разом з «Лейпциг», «Нюрнберг» та «Кенігсберг» «Кельн» перебував у Північному морі.
3-8 вересня крейсери брали участь у постановці мінного загородження («Західного валу»), а 8-10 жовтня взяли участь у виході німецького флоту у північну частину Північного моря. 10 жовтня «Кельн» разом із «Гнейзенау» та 9 есмінцями повернувся у Кіль. У листопаді він разом із «кишеньковим» лінкором «Дойчланд», крейсером «Лейпциг» та 6-ою флотилією міноносців брав участь у великих маневрах у Балтійському морі, керівництво якими здійснював командувач розвідувальних сил контрадмірал Гюнтер Лют'єнс.
20–22 листопада «Кельн» і крейсер «Лейпциг» супроводжували лінкори «Гнейзенау» і «Шарнгорст» на першому етапі їхнього прориву в Північну Атлантику. 13 грудня «Кельн», «Лейпциг» і «Нюрнберг» прикривали повернення кількох есмінців, які встановлювали мінне поле біля Ньюкасл-апон-Тайна.
У квітні 1940 року «Кельн» брав участь в операції «Везерюбунг», вторгненні в Норвегію. Крейсер входи до групи № 3, якій доручено було штурмувати Берген разом з однотипним крейсером «Кенігсберг». У ході вторгнення «Кельн» не постраждав, але «Кенігсбергу» не пощастило; він дістав сильних уражень від вогню норвезьких берегових гармат. «Кельн» підтримав німецьку піхоту на берегу своєю корабельною артилерією. Після того, як порт був захоплений, крейсер повернувся разом з двома есмінцями до Німеччини.
Наприкінці 1940 року «Кельн» доправили в сухий док для подальших модифікацій. На башті «Бруно» встановили розмагнічувальну котушку, а також вертолітну посадочну платформу для випробувань вертольоту Flettner Fl 282.
У вересні 1941 року для дій в акваторії Балтійського моря командування Крігсмаріне створило оперативну групу з великих надводних кораблів, до складу якої увійшли лінкор «Тірпіц», «кишеньковий лінкор» «Адмірал Шеер» та всі 4 навчальні легкі крейсери флоту. Оперативна група двома частинами, північною та південною, вийшла на позиції біля гирла Фінської затоки. «Кельн» разом із «Нюрнберг» увійшли до складу північної групи, основу якої складали «Тірпіц» та «Адмірал Шеер». 23 вересня загін прибув у район Аландських островів, але очікуваний вихід радянського флоту не відбувся, і 29 вересня німецькі кораблі повернулися на бази.
У жовтні 1941 року «Кельн» залучався до операції із захоплення островів Даго та Моон. Ці острови панували над північним входом у Ризьку затоку, і володіння ними дозволяло радянському Балтійському флоту вести боротьбу на німецьких морських комунікаціях у затоці навіть тоді, коли все материкове узбережжя було б у руках противника. Тому німецьке командування наполягало на негайному оволодінні островами Моонзундського архіпелагу.
Основна роль операції відводилася армії — флот призначався для відволікаючого маневру — демонстрації десанту на західному узбережжі Даго. Для цієї мети був виділений «Кельн», який у супроводі чотирьох міноносців та тральщиків 1-ї та 4-ї флотилій, підтримував дії сухопутних військ та проводив контрбатарейну боротьбу проти радянської берегової артилерії на острові. В результаті артилерійської дуелі, що точилася протягом кількох годин, жодна зі сторін не досягла визначеної цілі. Німцям не вдалося придушити берегові батареї, радянським захисникам — спричинити суттєвий збиток кораблям і катерам Крігсмаріне. За радянськими даними, того ж дня на північ від Даго «Кельн» атакував радянський підводний човен Щ-323, проте німці стверджують, що навіть не помітили слідів торпед.
У серпні 1942 року легкий крейсер був переведений на північ Норвегії для дій у Північному морі. У вересні планувалася операція «Майзенбальц» — вихід разом з «Адмірал Гіппер», «Адмірал Шеєр» та 8-ю флотилією есмінців проти конвою QP 14. 10 вересня 1942 року загін віцеадмірала Кюммеца покинув затоку Боген і вийшов у відкрите море. На виході з Галвефіорда загін німецьких кораблів був помічений британським підводним човном «Тайгріс». При спробі торпедної атаки британський човен промахнувся і торпеди пройшли повз «Адмірала Шеер» «Кельна» і вибухнули, вдарившись об скелі. Водночас, ворожий човен не був помічений і атакований, але операцію довелося все ж таки скасувати у зв'язку з відсутністю розвідданих від авіації про маршрут союзного конвою. 11 вересня загін благополучно прибув до Алта-фіорда.
13 вересня «Кельн» разом із важкими крейсерами «Адмірал Шеер» і «Адмірал Гіппер» і двома есмінцями спробували атакувати конвой PQ 18. На шляху з Нарвіка до Алтен-фіорда флотилія був знову атакований британським підводним човном «Тайгріс», але торпеди пройшли позаду німецьких кораблі. Натомість конвой був атакований підводними човнами та дальніми бомбардувальниками, які потопили тринадцять вантажних суден.
У січні 1943 року «Кельн» повернувся до Німеччини, де 17 лютого в Кілі був тимчасово виведений з бойового складу флоту. На початку 1944 року його відправили в сухий док на капітальний ремонт, щоб підготувати до повернення до бойового чергування; це було завершено до 1 липня. Крейсер недовго служив навчальним судном, перш ніж супроводжувати німецькі торгові судна в Норвегії.
11 жовтня 1944 року крейсер прийняв у Свінемюнде 90 мін і виконав завдання з постановки мінного поля, після чого у супроводі есмінців Z4 «Ріхард Бітцен» і Z14 «Фрідріх Ін» вирушив до Осло-фіорду, до колишньої бази норвезьких ВМФ Гортен, що стала відносно безпечним місцем зосередження німецьких кораблів, які стали бажаною ціллю союзних бомбардувальників у всіх портах Німеччини. Але, 13 грудня 1944 бомбардувальники-торпедоносці «Бофайтер» 5-ї групи британського Бомбардувального командування ПС здійснили наліт, що тривав 20 хвилин. Хоча «Кельн» і не отримав прямих влучень, близькі розриви пошкодили вали, і він не міг розвивати понад 15 вузлів.
12 січня 1945 року корабель повернувся до Кіля, потім перейшов Кільським каналом у Вільгельмсгафен і 14 січня став у док. Авіаційні нальоти союзних бомбардувальників заважали проведенню робіт і до кінця березня мало що вдалося зробити. 30 березня 1945 року бомби B-24 «Ліберейтор» американської 8-ї армії зруйнували док, у якому перебував «Кельн». Крейсер сів на дно доку на рівному кілі, його надбудови постраждали незначно, і зенітна артилерія могла діяти, але як бойовий корабель він фактично припинив існування.
Після капітуляції Німеччини почалися повільні роботи з розбирання конструкцій доку і крейсера, що в ньому затонув. Цілком їх завершили лише у 1956 році.

## Командири
- Фрегаттен-капітан/капітан-цур-зее Людвіг фон Шредер (15 січня 1930 — 27 вересня 1932)
- Фрегаттен-капітан/капітан-цур-зее Отто Шнівінд (28 вересня 1932 — 19 березня 1934)
- Фрегаттен-капітан/капітан-цур-зее Вернер Фукс (20 березня 1934 — 30 вересня 1935)
- Фрегаттен-капітан/капітан-цур-зее Отто Бакенкелер (1 жовтня 1935 — 15 жовтня 1937)
- Капітан-цур-зее Теодор Бурхарді (16 жовтня 1937 — 14 січня 1940)
- Капітан-цур-зее Ернст Краценберг (15 січня 1940 — 28 травня 1941)
- Капітан-цур-зее Фрідріх Гюффмаєр (29 травня 1941 — 28 березня 1942)
- Корветтен-капітан Гельмут Штробель (29 березня — 24 травня 1942) — виконувач обов'язків
- Капітан-цур-зее Мартін Бальцер (25 травня — 12 грудня 1942)
- Капітан-цур-зее Ганс Карл Меєр (13 грудня 1942 — 17 лютого 1943)
- Фрегаттен-капітан/капітан-цур-зее Гельмут Штробель (1 квітня 1944 — січень 1945)
- Корветтен-капітан Фріц-Геннінг Бранде (січень-квітень 1945)

## Відомі члени екіпажу
- Отто Кречмер
- Гайнц Нойкірхен